# 貝爾蒙特 (阿肯色州)
貝爾蒙特（英語：Belmont）是位於美國阿肯色州克勞福德縣的一個非建制地區。該地的面積和人口皆未知。

## 地理
貝爾蒙特的座標為35°33′35″N 94°10′43″W / 35.55972°N 94.17861°W，而該地的平均海拔高度為262米（即860英尺）。